# Pierre Trentin
Pierre Trentin (n. 15 mai 1944, Créteil, Seine, Franța) este un ciclist francez, medaliat olimpic. A participat la 4 ediții ale Jocurilor Olimpice (1964, 1968, 1972, 1976) în care a câștigat două medalii de aur și o medalie de bronz.